# Franz Rinsche
Franz Rinsche (* 11. Januar 1885 in Scharfenberg (jetzt Brilon); † 1. September 1948 in Münster) war ein mundartlicher Schriftsteller.
Rinsche war das älteste von zehn Kindern. Nach dem Besuch der Volksschule in Scharfenberg arbeitete er zwei Jahre als Kleinknecht. Nach dem Besuch der Präparandenanstalt in Rüthen wurde er am dortigen Lehrerseminar zum Lehrer ausgebildet. 1917 wurde er an das staatliche Gymnasium Paulinum in Münster berufen und war dort bis zu seiner Pensionierung 1945 als Gymnasiallehrer tätig. 1919 promovierte er mit einer Dissertation zum Thema „Die gegenwärtige Lage der staatsbürgerlichen Erziehung unter besonderer Berücksichtigung der Volksschule“ zum Dr. phil.
Für das erst nach seinem Tod im Jahr 1955 veröffentlichte Hauptwerk Sunnenland erhielt Franz Rinsche 1940 den Hinrich-Fehrs-Preis. Der Preis wurde ihm aufgrund der guten plattdeutschen Sprache in sauerländischer Mundart und des aufgezeichneten Kulturbilds verliehen.
Rinsche veröffentlichte neben seinem Hauptwerk weitere Schriften im sauerländischen Dialekt, weshalb ihn die Gemeinde Scharfenberg in verschiedenen Gedenkfeiern geehrt hat. Auf der höchsten Erhebung in Scharfenberg, der Sonder, wurde 1964 ein Gedenkstein für den Heimatdichter Franz Rinsche errichtet.

## Quelle
- Landesarchiv NRW Staatsarchiv Münster

| Personendaten    | Personendaten                          |
| ---------------- | -------------------------------------- |
| NAME             | Rinsche, Franz                         |
| KURZBESCHREIBUNG | deutscher mundartlicher Schriftsteller |
| GEBURTSDATUM     | 11. Januar 1885                        |
| GEBURTSORT       | Scharfenberg (jetzt Brilon)            |
| STERBEDATUM      | 1. September 1948                      |
| STERBEORT        | Münster                                |